# Catostylus mosaicus
Catostylus mosaicus är en manetart som först beskrevs av Jean René Constant Quoy och Joseph Paul Gaimard 1824.  Catostylus mosaicus ingår i släktet Catostylus och familjen Catostylidae. Inga underarter finns listade i Catalogue of Life.

## Bildgalleri

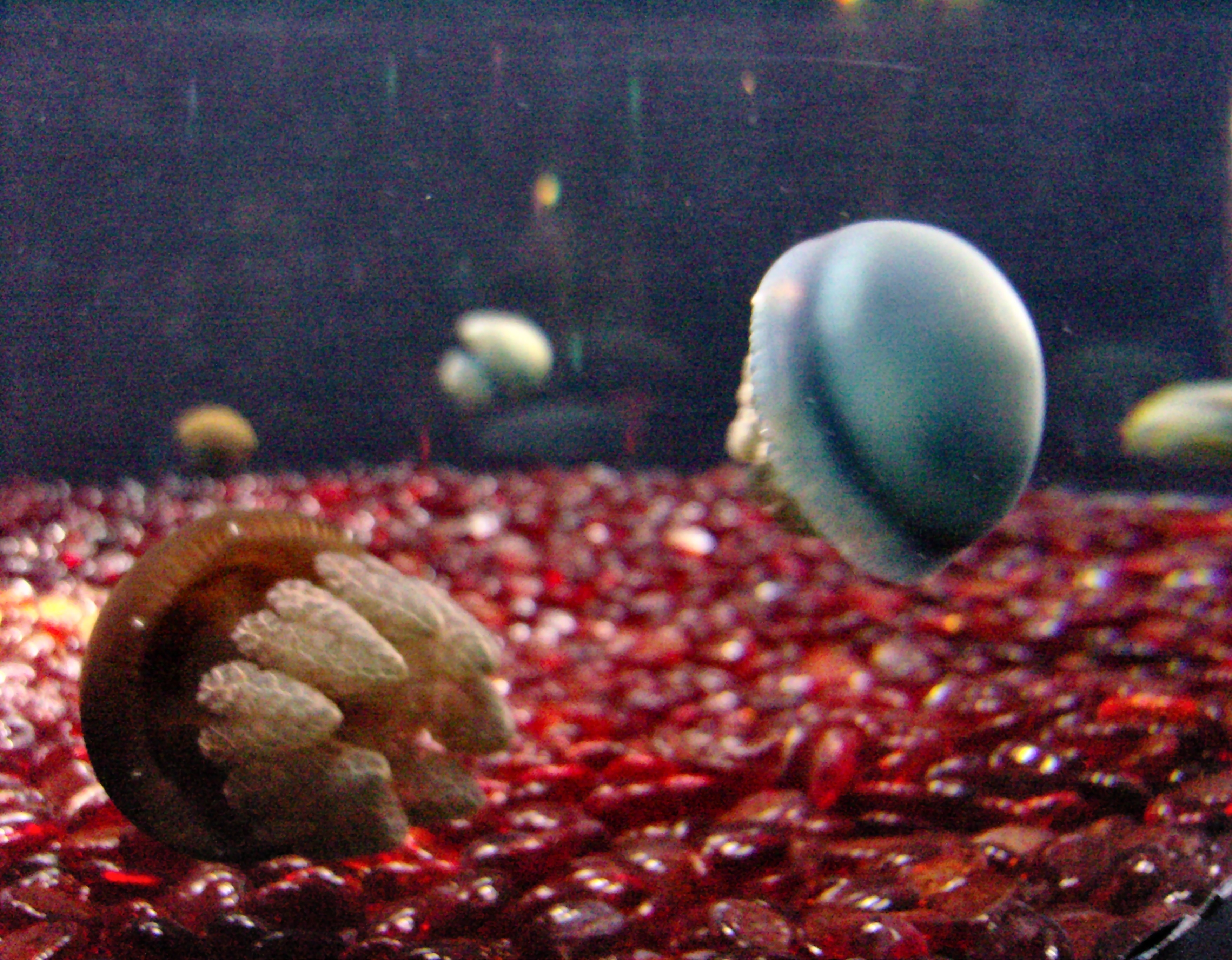